# Erich Siebel
Erich Siebel (* 17. Mai 1891 in Solingen; † 17. Oktober 1961 in Stuttgart) war ein deutscher Werkstofftechniker und Materialprüfer. Von 1931–1940 und 1947–1957 war er Professor für Werkstoffkunde, Materialprüfung und Festigkeitslehre sowie Leiter der Materialprüfungsanstalt an der TH Stuttgart.

## Leben
Siebel studierte Hüttenmaschinen- und Walzwerkskunde an der Technischen Hochschule Berlin-Charlottenburg und promovierte zum Thema Grundlagen zur Berechnung des Kraft- und Arbeitsbedarfs beim Schmieden und Walzen. Nach einer Zeit als Betriebsingenieur in der Eisenhüttenindustrie und als Leiter der Abteilung mit dem Schwerpunkt „Bildsame Formgebung des Stahles“ am Kaiser-Wilhelm-Institut für Eisenforschung (1925–1931) sowie einer nebenamtlichen Lehrtätigkeit an der Bergakademie Clausthal mit einer Vorlesung über „Bildsame Formgebung und Festigkeit“ wurde er 1931 als Ordentlicher Professor für Werkstoffkunde, Materialprüfung und Festigkeitslehre an die Technische Hochschule Stuttgart und zum Vorstand der Stuttgarter Materialprüfungsanstalt berufen.
1940 wurde Siebel Präsident des Staatlichen Materialprüfungsamtes in Berlin-Dahlem (der heutigen Bundesanstalt für Materialforschung und -prüfung, BAM). 1947 ging Siebel an die Technische Hochschule Stuttgart zurück und leitete die Materialprüfungsanstalt erneut bis zu seiner Emeritierung 1957. Von 1950 bis 1951 war er Rektor der TH Stuttgart.
Siebel hat wichtige Beiträge zur Festigkeitsforschung, Festigkeitslehre und zur Werkstofftechnik geleistet. Bahnbrechende Arbeiten betreffen die wissenschaftlichen Grundlagen für den Bau von Dampfkesseln und Druckgefäßen sowie die Verformungskunde. 1958 wurde er mit der Grashof-Denkmünze des Vereins Deutscher Ingenieure ausgezeichnet.
Ihm zu Ehren verleihen der Deutsche Verband für Materialforschung und -prüfung (DVM) und die Europäische Forschungsgesellschaft für Blechverarbeitung die Erich-Siebel-Gedenkmünze, eine der wichtigsten Auszeichnungen der deutschen Werkstofftechnik.